# Grazia Deledda
Grazia Deledda (n. 27 septembrie 1871, Nuoro, Sardinia, Italia – d. 15 august 1936, Roma, Regatul Italiei) a fost o scriitoare italiană, laureată a Premiului Nobel pentru Literatură în anul 1926.

## Motivația Juriului Nobel
"...pentru scrierile sale de inspirație idealistă în care, cu o plastică claritate, zugrăvește viața de pe insula ei natală și pentru profunzimea și simpatia cu care se ocupă de problemele omenești în general ".

## Date biografice
Grazia Deledda s-a născut în localitatea Nuoro din Sardinia într-o familie de mici proprietari. Începe să scrie la 16 ani, dedicându-se literaturii și publicând prima carte de povestiri în anul 1890 ("În azur"). Spontaneitatea și intuiția compensează absența culturii teoretice (scriitoarea a fost autodidactă) iar puterea de muncă, neobișnuită, s-a concretizat în peste 50 de cărți, marea majoritate romane, scrise în mai puțin de cincizeci de ani. În 1890, căsătorindu-se cu un înalt funcționar de stat se stabilește definitiv la Roma. Marea popularitate de care s-a bucurat în timpul vieții se datorează deopotrivă numărului mare de cărți publicate și impactul  pe care romanele sale, de factură realistă cu puternice accente lirice l-au avut cu gustul cititorului italian din epocă.   

## Opera
- În azur (1890)
- Steaua Orientului (1891)
- Amor regal (1892)
- Floarea Sardiniei (1892)
- Povestiri sarde (1894)
- Suflete cinstite (1895)
- Tentațiile (1895)
- Calea răului (1896)
- Peisaje sarde -poezii- (1896)
- Comoara (1897)
- Oaspetele (1898)
- Dreptatea (1899)
- Bătrânul din munți (1900)
- Elias Portolu (1900)
- După divorț (1902)
- Cenușă (1903)
- Nostalgii (1905)
- Jocurile vieții (1905)
- Iedera (1906)
- Amoruri moderne (1907)
- Umbra trecutului (1907)
- Bunicul (1908)
- Stăpânul nostru (1910)
- Până la hotar (1911)
- Clarobscur (1912)
- Porumbeii și ulii (1912)
- Trestii în vânt (1913)
- Vina altuia (1914)
- Marianna Sirca (1915)
- Copilul ascuns (1916)

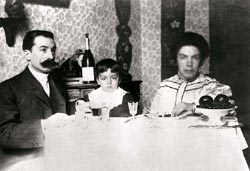
Cu soţul şi fiul, în 1905, la Roma

- Forul din pădurea de măslini (1918)
- Întoarcerea fiului (1919)
- Fetița furată (1919)
- Mama (1919)
- Tovărăși proaste (1921)
- Sonetul solitarului (1921)
- Dumnezeul celor vii (1922)
- Flautul în pădure (1923)
- Dansul colierului (1924)
- La stânga (1924)
- Fuga în Egipt (1925)
- Sigiliul dragostei (1926)
- Annalena Bilsini (1927)
- Bătrânul și copilul (1928)
- Casa poetului (1930)
- Țara vântului (1931)
- Soare de vară (1933)
- Digul (1934)
- Cedrul de Liban (1936)